# Diemidowskie osiedle miejskie
Diemidowskie osiedle miejskie (ros. Демидовское городское поселение) – rosyjska jednostka administracyjna (osiedle miejskie) wchodząca w skład rejonu diemidowskiego w оbwodzie smoleńskim.
Centrum administracyjnym osiedla miejskiego jest miasto Diemidow.

## Geografia
Powierzchnia osiedla miejskiego wynosi 79 km².

## Historia
Osiedle powstało na mocy uchwały obwodu smoleńskiego z 28 grudnia 2004 r., z późniejszymi zmianami – uchwała z dnia 28 maja 2015 roku.

## Demografia
W 2020 roku osiedle miejskie zamieszkiwało 6166 osób.

## Miejscowości
W skład jednostki administracyjnej wchodzi 5 miejscowości, w tym 1 miasto (Diemidow) i 4 wsie (Isakowo, Jeśkowo, Miedwiedki, Tierieszyny).